# یئو کاب-سون
یئو کاب-سون (انگلیسی: Yeo Kab-soon؛ زادهٔ ۸ مه ۱۹۷۴) تیرانداز اهل کره جنوبی است.
وی در مسابقات کشوری و بین‌المللی در مجموع برندهٔ ۱ مدال طلا شده‌است.